# Lyctus discedens
Lyctus discedens är en skalbaggsart som beskrevs av Blackburn 1888. Lyctus discedens ingår i släktet Lyctus och familjen kapuschongbaggar. Inga underarter finns listade i Catalogue of Life.

## Bildgalleri

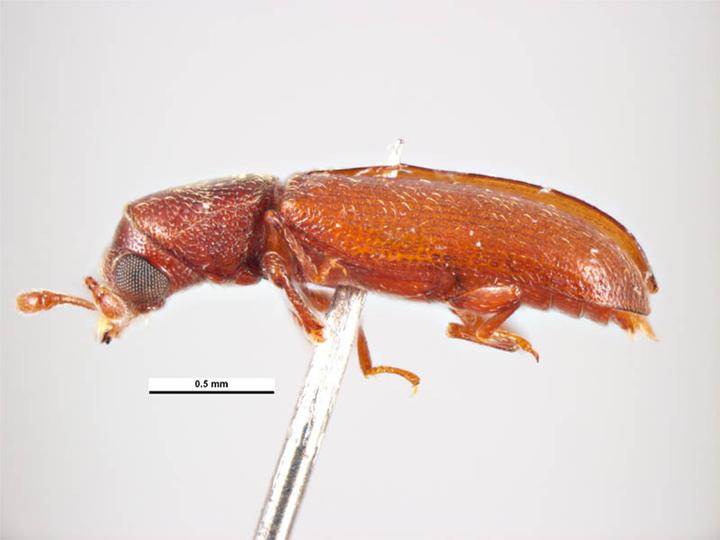